# Keitasjön
Keitasjön är en sjö i Jokkmokks kommun i Lappland och ingår i Luleälvens huvudavrinningsområde. Sjön har en area på 0,0994 kvadratkilometer och ligger 157,1 meter över havet. Keitasjön ligger i Görjeån Natura 2000-område.

## Delavrinningsområde
Keitasjön ingår i det delavrinningsområde (736675-171537) som SMHI kallar för Mynnar i Görjeån. Medelhöjden är 192 meter över havet och ytan är 16,33 kvadratkilometer. Det finns inga avrinningsområden uppströms utan avrinningsområdet är högsta punkten. Vattendraget som avvattnar avrinningsområdet har biflödesordning 3, vilket innebär att vattnet flödar genom totalt 3 vattendrag innan det når havet efter 132 kilometer. Avrinningsområdet består mestadels av skog (76 procent) och sankmarker (14 procent). Avrinningsområdet har 0,33 kvadratkilometer vattenytor vilket ger det en sjöprocent på 2 procent.